# Stonekeep
Stonekeep (Стоунки́п, Потерянный город) — компьютерная ролевая игра 1995 года фирмы Interplay Entertainment.

## Игровой процесс
Stonekeep — игра в стиле dungeon crawl от первого лица. В процессе игры к главному герою могут присоединяться до трёх неигровых персонажей. В игре отсутствует какая-либо система набора опыта, и каждый навык развивается от частоты его использования. Разнообразная магия реализована в использовании так называемых рунных жезлов, на которые главный герой может наносить найденные в игре таинственные руны.

## Сюжет
Главный герой игры — юноша Дрейк (Drake). В детстве он, будучи спасённым таинственным незнакомцем, остался единственным выжившим среди своих близких после того, как злое божество Кулл-Куум (Khull-Khuum) уничтожило их крепость. Спустя годы, Дрейк возвращается к руинам. Богиня Тера (Thera) отделяет его дух от тела и отправляет в подземелья разрушенной крепости. Теперь юноша должен пройти через множество лабиринтов (в игре нет ни одной локации на открытом воздухе), сражаясь с опасными противниками, и в финале хитростью победить злого бога. В долгих приключениях ему помогут гномы Фарли (Farli), Карзак (Karzak) и Домбур (Dombur), дракон Верматрикс, эльф Энигма (Enigma), появляющиеся ниоткуда Вахука (Wahooka) и другие необычные существа.

## Прочее
В 1996 году Stonekeep был выбран игрой года читателями журнала Computer Gaming World.
Black Isle Studios пять лет занималась разработкой сиквела игры под названием Stonekeep 2: Godmaker, но проект был закрыт в 2001.
В январе 2010 года Interplay решила возродить игру на платформе Wii. Разработка поручена компании Alpine Studios. Заявленная дата релиза — IV квартал 2010 года.